# Colori e simboli dell'Unione Calcio Sampdoria
(Uno scudetto nel cuore, 1991)

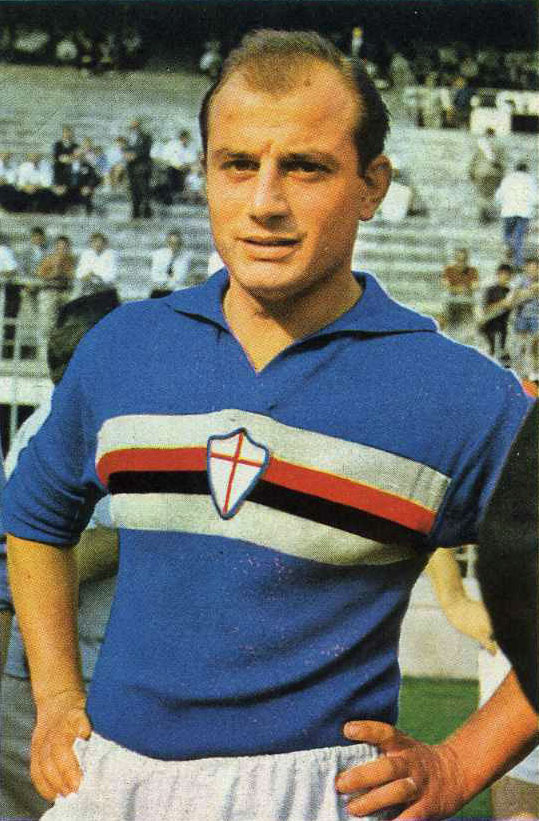
La classica maglia della Sampdoria, blu e cerchiata da una fascia continua rossonera bordata di bianco: tale soluzione, che vede il contemporaneo ricorso a quattro diverse tinte, ne ha fatto una tra le casacche più originali del panorama calcistico internazionale.

Questa voce raccoglie le informazioni riguardanti i colori e simboli dell'Unione Calcio Sampdoria.
La società calcistica di Genova, fin dalla sua fondazione nel 1946, utilizza come colori sociali le tinte blucerchiate; queste sono il risultato della fusione cromatica tra le precedenti maglie biancorossonere della Sampierdarenese con quelle biancoblù dell'Andrea Doria, le società dalla cui unione nacque l'odierna Sampdoria. Tra i simboli del club c'è il Baciccia, storica figura della tradizione genovese, che campeggia nello stemma societario; dall'araldica cittadina è inoltre presa a prestito la croce di San Giorgio che fa sfoggio di sé sopra le casacche, inserita all'interno della fascia biancorossonera sul petto.

## La maglia

### Le origini
(Ciro Ferrara, 2012)

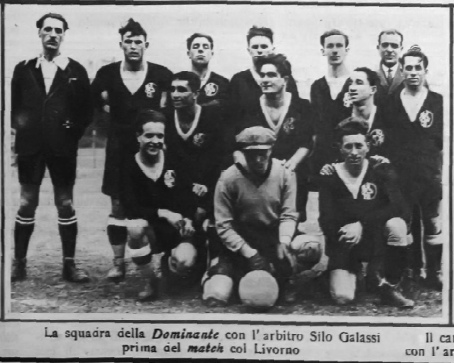
La prima fusione tra la Sampierdarenese e l'Andrea Doria, del 1927, in divisa completamente nera.

Nel secondo dopoguerra, la decisione della Sampierdarenese e dell'Andrea Doria di unirsi per formare una nuova squadra di calcio, portò alla fusione sia di una parte dei rispettivi nomi quanto dei colori sociali, dato che entrambe le fazioni non volevano perdere la propria identità originaria.
Non era peraltro la prima volta che i due club incrociavano i loro destini. Nell'estate 1927, nell'ambito delle disposizioni di regime in tema di calcio, Sampierdarenese e Andrea Doria erano confluite nel nuovo progetto de La Dominante, formazione che si poneva come emanazione della nuova Genova e che scendeva in campo in maglia nera con bordature dapprima bianche e poi verdi, oltre a recare sul petto un grifone abbinato al fascio littorio. I risultati negativi della Dominante costrinsero le autorità sportive a rivoluzionare il sodalizio nel 1930: la Dominante inglobò anche la Corniglianese, cambiò nome in Foot Ball Club Liguria e adottò una maglia palata rossonera; anche questo progetto, però, si rivelò fallimentare. Già nel 1931 la fusione venne annullata, sancendo il ritorno della Sampierdarenese e dell'Andrea Doria con i rispettivi colori sociali; nel 1937, tuttavia, la Sampierdarenese fu costretta ad assumere la denominazione di Associazione Calcio Liguria, pur conservando la storica maglia bianca con fascia rossonera, in seguito all'assorbimento della Corniglianese e della Rivarolese. Le due società continuarono separatamente il loro cammino fino al termine del secondo conflitto bellico finché il 12 agosto 1946 la Sampierdarenese, riavuto il vecchio nome, e l'Andrea Doria sancirono la loro definitiva fusione: si ebbe così la nascita della Sampdoria nonché della sua maglia.

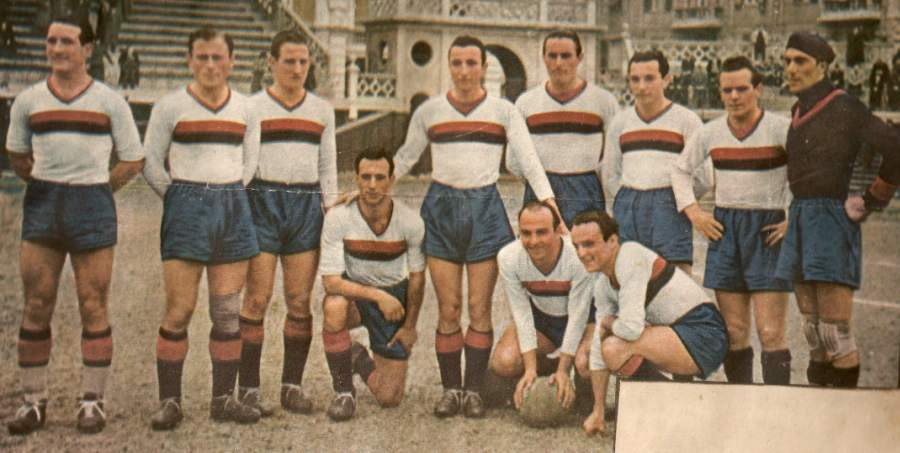
Una formazione della (all'epoca denominata Liguria) nel 1938, con una maglietta bianca cinta da una fascia orizzontale rossonera.

Come accennato in precedenza, la divisa nel neonato club rispecchiò entrambi i rami fondatori. La casacca della Sampierdarenese, bianca con fascia rossonera – anche se il rosso era in realtà l'eredità di un precedente assorbimento, quello dell'AC Ligure, avvenuto nel 1919 –, andò a miscelarsi con l'uniforme dell'Andrea Doria, ripartita verticalmente a metà tra bianco e blu: il risultato finale fu una maglia blu attraversata da una particolare fascia colorata, in cui le tinte andavano a combinarsi, nell'ordine, in blu-bianco-rosso-nero-bianco-blu; al centro della citata fascia colorata campeggiava lo scudo di San Giorgio – già sul petto dell'Andrea Doria –, segno di appartenenza di una squadra genovese, nata per volontà di fondatori genovesi.
Poiché le maglie risultavano a sfondo blu con una fascia biancorossonera sul petto, i giocatori sampdoriani sono da sempre chiamati con l'appellativo di Blucerchiati; tale fascia, inizialmente fissa all'altezza del cuore, a partire dai primi anni 1980 ha ciclicamente variato la sua posizione, più in alto o più in basso, per far posto ai marchi degli sponsor. I pantaloncini da gioco della Sampdoria sono generalmente bianchi o più raramente blu, oppure intonati con i colori di divise particolari, mentre i calzettoni, per anni composti da righe orizzontali biancoblù, sono col tempo diventati prima blu con risvolti bianchi, poi monocromatici (blu, bianchi o intonati alla divisa come i pantaloni).

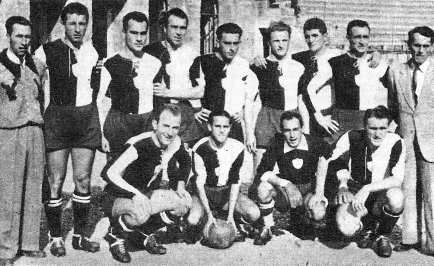
Una formazione dell' nel 1945, con una divisa partita biancoblù recante lo scudo di San Giorgio sul petto.

La sua indubbia unicità cromatica e stilistica ha fatto sì che la casacca doriana entrasse immediatamente nell'immaginario collettivo, rendendola inconfondibile agli occhi di tifosi, rivali e semplici appassionati: per quanto concerne la critica specializzata, nel 2012 la rivista italiana Guerin Sportivo ha classificato l'originale maglia degli anni 1940 al 4º posto – e prima assoluta, per quanto concerne quelle di club – tra le 100 più belle di sempre nella storia del calcio; nel 2016 il magazine francese So Foot ha posto il modello blucerchiato dei primi anni 1990 al 2º posto tra le maglie di calcio più belle di sempre; nel 2020, dapprima la rivista transalpina France Football ha inserito la maglia doriana della stagione 1991-1992 al 27º posto tra le 50 «entrate nella leggenda», e poi il network statunitense ESPN ha eletto il modello blucerchiato dei primi anni 1990 quale migliore maglia calcistica della storia.
Sono inoltre nutriti i club avversari che hanno omaggiato questa uniforme, scegliendo i colori e/o gli stilemi blucerchiati per le loro divise (sia casalinghe che da trasferta): tra i confini nazionali si segnalano la Maceratese e l'Amantea, mentre all'estero il Dundee, lo Whitby Town, il Nizza, l'Olympique Marsiglia e il Colo-Colo sono tra le compagini che hanno saltuariamente preso a prestito il disegno delle maglie sampdoriane. I colori del club genovese hanno inoltre superato l'ambito calcistico, tanto da diventare ispirazione nel 2012 per un capo di alta moda della maison francese Céline.

### Prima divisa

#### Storia

##### Dalla nascita agli anni 1970
La prima maglia, sin dalle origini, è sempre stata di un blu intenso, marchiata dal caratteristico anello di fasce disposte in orizzontale, rosso e nero, molto in alto sul petto e listato di bianco; ciò rappresentò da subito una vera eccezione nel panorama calcistico italiano, poiché anche in ambito internazionale è tuttora una rarità imbattersi in divise composte da quattro diversi colori. Il tutto era arricchito dallo scudo di San Giorgio al centro della fascia biancorossonera. Sul retro, i numeri sulla schiena erano sovrapposti alle fasce colorate, mentre spesso un colletto a polo con scollo chiuso da bottoni, altrimenti detto "all'inglese", dava alle divise una rifinitura spesso rimpianta dai sostenitori blucerchiati.
L'uniforme casalinga era completata da semplici pantaloncini bianchi, abbinata a degli inversamente caratteristici calzettoni fasciati biancoblù. Tale schema rimase praticamente immutato per i primi trentacinque anni di storia del club, derogando solo in rare occasioni: tra le poche, si segnala quanto accadde nel corso della stagione di Serie B 1979-1980, quando la Sampdoria usò in alcune partite un'inedita composizione della muta, composta dalla classica maglia blucerchiata con calzoncini e calzettoni di colore nero.

##### Anni 1980
Gli anni 1980 si aprirono con un debutto assoluto, quello dello stemma societario: con la stagione 1980-1981, il Baciccia venne infatti introdotto per la prima volta sopra le casacche doriane, inizialmente sul lato sinistro del petto. Nonostante la liberalizzazione degli sponsor di maglia avvenuta nel 1981, la Sampdoria mantiene "pulita" la sua divisa, scegliendo di uniformarsi agli altri club italiani solo con l'annata 1982-1983. Proprio con l'arrivo dei marchi commerciali – primo tra tutti, la Phonola – sopra le casacche blucerchiate, queste hanno incominciato a variare il loro disegno, anche perché il sempre maggior seguito di tifosi spinse il mondo del calcio verso operazioni di marketing presto divenute imprescindibili nella gestione di un club. Ecco che dal 1982 al 1988 le maglie videro un progressivo abbassamento dell'anello di strisce biancorossonere per far posto in alto al marchio dello sponsor, mentre il logo migrò sulla manica sinistra.

L'uniforme blucerchiata dell'annata 1982-1983, la prima nella storia del club a mostrare un jersey sponsor.

Le uniformi delle stagioni successive, approntate da Kappa e Asics, mantennero lo stile delle precedenti con in più alcuni accorgimenti: il blu intenso della prima maglia lasciò il posto a una tonalità più brillante. Dalla stagione 1988-1989, per dare una maggiore visibilità ai numeri sulla schiena, le strisce biancorossonere vennero inoltre interrotte da un quadrato bianco (divenuto poi blu nella stagione 1989-1990) all'interno del quale trovava posto il numero stesso, riportato in nero. In questi anni avvenne anche il graduale passaggio dalle vecchie casacche in cotone alle nuove mute realizzate con materiali sintetici; tuttavia si segnalò il particolare caso di Gianluca Vialli il quale, non gradendo molto i moderni tessuti in triacetato, per un certo periodo si fece approntare ad personam delle speciali maglie in cashmere.

##### Anni 1990
Nel corso dei primi anni 1990, poche o quasi nulle sono state le variazioni apportate alla prima divisa sampdoriana. Per incontrare una novità, si deve attendere fino al 1994-1995, stagione in cui le strisce sulle maglie si spostarono ulteriormente in basso, tanto da risultare all'incirca a metà del torso; di conseguenza, il marchio dello sponsor ERG si ingrandì.
Quell'anno il colletto listato di blucerchiato fu rifinito da un laccetto sotto al collo, un particolare molto "inglese" delle casacche. Questo accorgimento stilistico durò solamente una stagione, infatti già dalla successiva un tradizionale colletto blucerchiato riprese il suo posto. Lo stemma societario, dopo la lunga permanenza sulla manica, fu riposizionato sul petto, in alto a sinistra.
Il 1996-1997 iniziò senza uno sponsor e, paradossalmente, la maglia che a posteriore sancì l'inizio del declino della squadra degli "anni d'oro", risultò gradita ai tifosi poiché molto vicina a quelle degli albori. Anche lo stemma del club, almeno nella versione destinata alle divise da gioco, venne semplificato: il Baciccia non fu più inscritto nello scudetto coi colori blucerchiati, ma ne fu solo stampata la silhouette in contrasto col colore della maglia usata. Un particolare di quell'anno fu anche la scritta «Samp», riportata in corsivo, posta nella parte inferiore della schiena.
Per celebrare il cinquantenario della fondazione della società, nella stessa annata fu inoltre prodotta una speciale maglia, usata in rare occasioni, che riproduceva sul petto i colori bianco-blu dell'Andrea Doria, e sulla schiena le tinte rosso-nere su campo bianco della Sampierdarenese. Nel 1998-1999, annata della prima retrocessione in cadetteria da quasi vent'anni a quella parte, l'unica novità di sorta è stata un colletto bicolore a contrasto; da ricordare anche il ritorno, seppure solo per quella stagione, dei calzettoni a bande orizzontali bianche e blu.

##### Anni 2000
Il III millennio si apre all'insegna del passato e della tradizione. Nel 2001-2002 la maglia abbandona infatti il logo del marinaio sul petto che, in questa stagione, per una breve parentesi ritorna nella storica posizione sulla manica sinistra. L'annata 2002-2003, con l'avvento di Riccardo Garrone, vede poi un altro storico ritorno, quello lo sponsor ERG degli "anni d'oro"; la maglia cambia, venendo rifinita con due sottili bande verticali a contrasto all'altezza delle spalle. L'anno successivo ritornò poi il colletto blucerchiato abbandonato tre stagioni prima, mentre il blu si fece più intenso.

La divisa doriana in versione all blue, una variante spesso utilizzata a partire dagli anni 1990.

Nel 2004-2005 si ebbe invece una completa rivoluzione della maglietta, che portò a pareri discordi tra i tifosi. La divisa disegnata dalla Kappa si staccavano per certi versi da qualunque altra mai utilizzata, ma allo stesso tempo richiamava alcuni crismi dei tempi passati: un tessuto aderente, con le strisce biancorossonere in alto sul petto, così da riportare «l'ardente scudo sopra il cuore» – come recita uno dei primi inni della squadra riferendosi allo scudo con la croce di San Giorgio, simbolo di Genova. Le strisce, come ai bei tempi, non sono più interrotte sulla schiena in corrispondenza del numero: a una chiara leggibilità è stata preferita la tradizione delle origini. Nei due anni successivi le divise hanno presentato modifiche minime, tra cui la più importante e più apprezzata è stata introdotta dalla stagione 2006-2007, in cui l'anello di strisce è di nuovo ritornato, dopo diciassette anni, completamente continuo (nelle due stagioni precedenti era infatti brevemente interrotto sotto le braccia). Da ricordare che, in occasione del 60º anniversario, nell'agosto 2006 il fornitore tecnico ha inoltre prodotto delle casacche storiche molto simili a quelle utilizzate negli anni 1950.
In mezzo a tutto ciò, nel 2005-2006 la Sampdoria, in occasione delle partite europee (e in ottemperanza alle norme UEFA che non permettono una bassa leggibilità dei numeri di maglia), ha spogliato la schiena della fascia biancorossonera, applicando inoltre i loghi Kappa a mo' di spalline.
Nella stagione 2007-2008 le divise di campionato e di Coppa UEFA rimangono praticamente invariate rispettivamente al biennio precedente; l'unica novità riguarda il font dei numeri, che cambia dalla seconda giornata di campionato. Nessuna mutazione di maglie neanche per la stagione successiva, quella del 2008-2009; cambia solamente lo sponsor, che nelle gare di Coppa Italia e Coppa UEFA è Air One mentre in campionato, dal 5 aprile 2009, diventa ERG Mobile.

##### Anni 2010
Gli anni 2010 si aprono, nella stagione 2010-2011, con parecchie innovazioni sulla divisa da gioco. Nella classica maglia blucerchiata il blu ha una tonalità più accesa, mentre lo scollo è a "V" bianco, come i bordi delle maniche. Si segnala, in particolar modo, il ritorno dei calzettoni con la fascia biancorossonera.
Per la stagione 2011-2012, ancora con la Kappa, sono stati rimossi il colletto bianco e i bordi bianchi dalla prima maglia, ritornando a uno stile a girocollo. I calzettoni rimangono invariati, sempre con le strisce orizzontali biancorossonere. Dopo nove anni, c'è inoltre il cambio dello sponsor principale, con l'arrivo sul petto di Gamenet; il logo viene situato sull'addome, al di sotto delle fasce blucerchiate. La stagione 2012-2013, lo stemma della società viene nuovamente spostato lateralmente sulla spalla sinistra, così come i loghi del fornitore tecnico che migrano dalle spalle ai fianchi. A parte queste piccole modifiche, in generale la divisa rimane però praticamente invariata all'anno passato.
L'anno successivo, per la prima volta dalla stagione 2003-2004 torna il canonico colletto, mentre l'ordine di fascia biancorossonera e sponsor viene nuovamente invertito, caratteristica che va a richiamare i modelli degli anni 1990 e i primi anni 2000. Lo stemma si trova nuovamente sul petto, ma posizionato stavolta più in alto del solito, quasi all'altezza della clavicola. La stagione 2015-2016, che segna il cambio di sponsor tecnico da Kappa a Joma, il colletto diventa alla coreana con scollo chiuso da tre bottoni, mentre la banda blucerchiata torna alta sul petto; dodici mesi più tardi, si vira invece verso uno scollo a "V" con inserto blucerchiato, questo presente come rimando anche sui bordini delle maniche.

#### Evoluzione
| 1946-1950 | 1950-1968 | 1968-1972              | 1972-1975          | 1975-1976              | 1976-1980          | 1980-1981              | 1981-1988                | 1988-1989 | 1989-1990 |
| 1990-1991 | 1991-1992 | 1992-1994              | 1994-1995          | 1995-1996              | 1996-1998          | 1998-1999              | 1999-2000                | 2000-2001 | 2001-2002 |
| 2002-2003 | 2003-2004 | 2004-2010 (Campionato) | 2007-2009 (Europa) | 2010-2011 (Campionato) | 2010-2011 (Europa) | 2011-2012 (Campionato) | 2011-2012 (Coppa Italia) | 2012-2013 | 2013-2014 |
| 2014-2015 | 2015-2016 | 2016-2017              | 2017-2018          | 2018-2019              | 2019-2020          | 2020-2021              | 2021-2022                | 2022-2023 | 2024-2025 |

### Seconda divisa

#### Storia

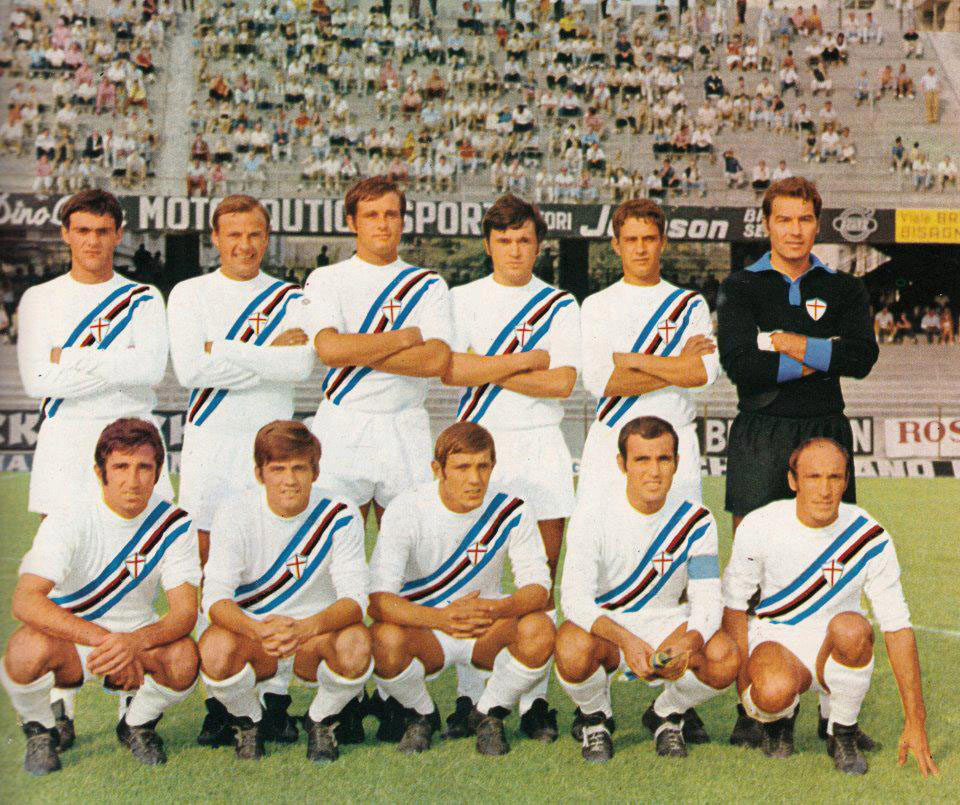
La seconda divisa della stagione 1969-1970, con la storica fascia biancorossonera trasformata in una sbarra.

La seconda uniforme della Sampdoria è storicamente e tradizionalmente a predominanza bianca, abbinata a pantaloncini blu nel caso di un completo cromaticamente spezzato, o anche loro bianchi nel caso dell'opzione a tinta unita; similmente, la stessa dicotomia si riscontra nei calzettoni.
Come una sorta di tratto distintivo, fino ai primi anni 1990 il club ligure aveva stabilmente sfoggiato delle maglie da trasferta che, stilisticamente, si differenziavano notevolmente da quella casalinga. Negli oltre quarant'anni successivi alla sua fondazione, all'ombra della Lanterna si sono susseguiti i modelli più disparati: gli anni 1970 furono globalmente caratterizzati da casacche molto spartane e quasi minimaliste, sopra cui faceva bella mostra di sé unicamente lo scudo di San Giorgio; negli anni 1980 toccò invece a una soluzione che vedeva la fascia biancorossonera – in questi casi, per darle maggior risalto su di una base neutra, sempre ulteriormente bordata di blu – trasformata in uno stretto palo verticale che ornava la zona a ridosso del fianco destro, mentre lo scudo di Genova rimaneva al centro dell'addome. Ancora la striatura colorata fu protagonista di una delle più iconiche seconde uniformi doriane, quella della stagione 1969-1970, dove venne declinata in una sbarra diagonale di deciso impatto.

La divisa da trasferta all white della stagione 1980-1981.

Bisognerà attendere la stagione dello scudetto, cioè il 1990-1991, per vedere il debutto di una seconda maglia del tutto speculare alla prima, bianca con le strisce blu-bianco-rosso-nere sull'addome e interrotte nettamente in corrispondenza del numero sulla schiena, quest'ultimo colorato di blu. Il colletto, poi sempre presente fino al 2000-2001, divenne anch'esso blu come per la prima divisa. Per tutti gli anni 1990 sarà pressoché stabilmente questo l'unico template usato dai doriani per le mute da trasferta. Solo nel 1998-1999 si segnalò l'assottigliamento delle strisce biancorossonere nonché il loro netto spostamento verso l'alto, andando così ad attraversate la maglia da manica a manica; soprattutto, ci fu la novità del design dei numeri da gioco sulla schiena che, riportati in bianco, vennero inscritti a contrasto dentro la silhouette azzurra del marinaio.

La seconda divisa sfoggiata per gran parte degli anni 1980, con palo biancorossonero posizionato sul lato destro del petto.

All'inizio del III millennio si assistette a una breve inversione di tendenza, con le strisce blu-bianco-rosso-nere che per un biennio andarono ad assumere posizioni diverse dalla prima divisa. Nel 2000-2001 la seconda muta richiamò gli anni 1980 con un palo verticale che stavolta, per discostarsi dalla progenitrice, si spostò a ridosso del fianco sinistro; rispetto a quello originario, questo era inoltre "interrotto" sul petto dal marchio dello sponsor. Un salto cronologico ben più marcato si verificò la stagione seguente quando, ispirandosi agli anni 1960 e 1970, addirittura la striscia colorata sparì dalla casacca da trasferta, lasciando il petto totalmente bianco a eccezione dello scudo di San Giorgio posizionato al centro: i colori societari vennero limitati a una sottile listatura sul colletto e sui bordini delle maniche. Dall'annata 2002-2003 si ritornò invece a proporre delle seconde divise meno fantasiose, riabbracciando da qui al termine degli anni 2000 la filosofia delle tinte inverse rispetto al completo casalingo.

La divisa di cortesia della stagione 1992-1993, a tinte inverse rispetto alla divisa casalinga; un template portato al debutto due anni prima, in coincidenza con la vittoria dello scudetto.

Anche il anni 2010 si aprì con uno sguardo al passato. Nella stagione 2010-2011 si andò a ripescare il modello sfoggiato dai doriani nel campionato 1969-1970, col motivo blucerchiato posizionato diagonalmente; non si è però potuto imitare in toto quella divisa da trasferta poiché, a causa di una regola UEFA che obbliga le squadre ad avere il proprio stemma in alto a sinistra, per meglio far risaltare tale simbolo si è passati da una sbarra a una banda. Il colletto a "V" e i bordi delle maniche sono blu. Questo modello viene confermato, senza variazioni, anche per l'annata successiva. La seconda maglia del 2012-2013 ritorna a essere con le fasce blucerchiate orizzontali e non più in diagonale, ricalcando appieno lo stile della prima maglia. Lo stesso accade l'anno dopo ma stavolta, rispetto alla muta casalinga, si differenzia rinunciando ai lembi del colletto.
La stagione 2015-2016, quella del cambio di sponsor tecnico da Kappa a Joma, vede la maglia tornare dopo dodici anni completamente bianca, rifacendosi esplicitamente alle seconde divise doriane viste negli anni 1960 e 1970, con lo scudo genovese a svettare al centro del petto. Nel 2016-2017 torna il template con fascia colorata, tuttavia rielaborata attraverso un caratteristico effetto "pennellato".

#### Evoluzione
| 1947-1965 | 1965-1966 | 1966-1967 | 1966-1969 | 1969-1970 | 1970-1980              | 1980-1981          | 1981-1982 | 1982-1985 | 1985-1986 |
| 1986-1988 | 1988-1989 | 1989-1990 | 1990-1991 | 1991-1992 | 1992-1994              | 1994-1995          | 1995-1996 | 1996-1998 | 1998-1999 |
| 1999-2000 | 2000-2001 | 2001-2002 | 2002-2003 | 2003-2004 | 2004-2010 (Campionato) | 2007-2009 (Europa) | 2010-2012 | 2012-2013 | 2013-2014 |
| 2014-2015 | 2015-2016 | 2016-2017 | 2017-2018 | 2018-2019 | 2019-2020              | 2020-2021          | 2021-2022 | 2022-2023 | 2024-2025 |

### Terza divisa

#### Storia

La prima volta di una terza divisa doriana, rossa con palo blucerchiato, nella stagione 1981-1982.

Come per quasi tutti i club calcistici, anche nel caso della Sampdoria l'uso di una terza divisa – la cui creazione, il più delle volte, veniva giustificata prettamente per ragioni di merchandising e collezionismo – ha debuttato molto avanti col tempo, in coincidenza con l'inizio degli anni 1980. A differenza però della maggior parte delle squadre rivali, che sovente si sbizzarriscono con le più disparate soluzioni cromatiche e di design, il club blucerchiato ha sempre mantenuto una certa stabilità e tradizione anche in questo ambito, riproponendo template già visti per le prime due casacche, e giostrando tra pochi colori come il rosso, il blu (nelle tonalità scuro o notte) e il nero.
Proprio nella prima gara di campionato della stagione 1981-1982, i liguri scesero in campo contro il Brescia adottando per la prima volta una terza casacca, rossa con una striscia verticale biancoblù a ridosso della spalla destra, e lo scudo di Genova al centro del petto. La novità rimase inizialmente circoscritta a quell'annata, tanto che si dovette attendere la fine del decennio per vedere nuovamente i giocatori doriani sfoggiare una terza muta.

Il terzo completo rossocerchiato in auge nella prima metà degli anni 1990, tuttora tra i più amati dal tifo doriano.

In vista del quarto di finale della Coppa delle Coppe 1989-1990, la Sampdoria si ritrovò nella contingenza d'ideare in tempi brevi una nuova divisa, poiché né la prima né tantomeno la seconda muta garantivano un netto contrasto cromatico con la casacca biancoblù dei prossimi avversari, gli svizzeri del Grasshoppers: fu il calciatore Roberto Mancini a suggerire al suo presidente, Paolo Mantovani, la scelta del rosso, scartando l'altra ipotesi del nero. Rispetto alla muta vista all'inizio del decennio, questa terza divisa riprendeva lo schema di quella casalinga, con la fascia colorata – che stavolta era cinta in più da due bande blu – nella sua canonica posizione al centro del petto; proprio per evitare che il blu della fascia e il rosso della maglia si fondessero, col rischio di richiamare i colori dei rivali per antonomasia del Genoa, questi vennero separati da una sottile strisciolina bianca.
Tale divisa rossocerchiata diventò ben presto tra le più amate dalla tifoseria doriana, rimanendo così nel lotto di scelte della squadra fino alla stagione 1995-1996. Dalla successiva annata, infatti, la terza maglia del club divenne pressoché stabilmente nera, pur essendo questo un colore ritenuto "nefasto" e quindi poco gradito ai supporter, con solo poche divagazioni cromatiche degne di nota. A cavallo tra II e III millennio si assistette dapprima, nel 1999-2000, a un completo grigio sopra cui la fascia biancorossonera venne ruotata da orizzontale a verticale. Ancor più sperimentale la terza muta del campionato 2000-2001, tinta d'un insolito color oro, che vedeva due strisce biancorossonere cingere i fianchi e lo scudo di Genova posizionato in mezzo al busto; realizzata con un tessuto molto particolare, simile al velluto, non fu mai usata in campo.

Una formazione della stagione 1997-1998 con indosso la terza uniforme nerocerchiata

Dopo un paio d'annate prive d'una terza casacca, questa ritornò all'ombra della Lanterna dalla stagione 2003-2004, sempre proposta come nerocerchiata per tutti gli anni 2000; solo nel 2010-2011 questo colore venne sostituito dal blu notte – denominato "blu Dundee", dall'omonima squadra scozzese che già in passato omaggiò i colori blucerchiati –, col nero che ritornò in auge già dalla stagione seguente. Nel 2012-2013 il terzo completo rimane praticamente invariato mentre nel campionato 2013-2014, come accaduto per la contemporanea seconda maglia, si differenzia dalla divisa casalinga presentando una diversa foggia del colletto. Con il cambio di sponsor tecnico da Kappa a Joma, nella stagione 2015-2016 torna dopo quattordici anni una terza divisa gialla, arricchita da un palo blucerchiato sul lato destro del petto e dallo scudo di Genova posizionato al centro della maglia. Nel 2016-2017 la terza maglia, celebrativa del settantenario del club, porta al debutto in casa doriana il colore pervinca abbinato a bande blucerchiate sui fianchi; sul petto, inoltre, il Baciccia lascia il posto allo stemma societario degli albori.

#### Evoluzione
| 1981-1982 | 1989-1990 | 1990-1991 | 1991-1992              | 1992-1994          | 1994-1995 | 1995-1996 | 1996-1998 | 1998-1999 | 1999-2000 |
| 2000-2001 | 2002-2003 | 2003-2004 | 2004-2010 (Campionato) | 2007-2009 (Europa) | 2010-2011 | 2011-2012 | 2012-2013 | 2013-2014 | 2014-2015 |
| 2015-2016 | 2016-2017 | 2017-2018 | 2018-2019              | 2019-2020          | 2020-2021 | 2021-2022 | 2022-2023 | 2024-2025 |           |

### Divise dei portieri
Storicamente, le divise riservate dalla Sampdoria ai suoi portieri si sono a lungo distinte rispetto a quelle dei giocatori di movimento. Rispetto a questi ultimi, gli estremi difensori doriani sfoggiarono, fino al III millennio, delle maglie prive della caratteristica fascia biancorossonera: sulle loro mute, era presente unicamente lo scudo di San Giorgio, posizionato ciclicamente al centro del petto o sopra al cuore (e affiancato talvolta dallo stemma societario).
Dagli albori sino ai primi anni 1980, i portieri liguri scesero in campo con delle casacche cromaticamente molto semplici, a tinta unita nere o grigie, e con delle bordature blu come unico vezzo di stile. A partire da quel decennio, in coincidenza con l'esplosione delle sperimentazioni stilistiche nel mondo del calcio, le divise dei numeri uno sampdoriani iniziarono a mostrare le fantasie più disparate: una consuetudine che proseguì anche per gran parte degli anni 1990, così come il perdurare dell'assenza di una striscia colorata sopra al busto; il blucerchiato fece sì la sua comparsa, ma in tono minore, limitato a fregi o altri dettagli secondari.
A cavallo tra XX e XXI secolo si assistette a un graduale ritorno alla sobrietà, con le fantasie cromatiche del decennio precedente che lasciarono spazio a uniformi più classiche e pulite. Fu tuttavia necessario attendere la metà degli anni 2000 per incontrare la più grande novità di questo ambito, con l'arrivo della fascia biancorossonera anche per le casacche degli estremi difensori doriani. Inizialmente, nella stagione 2003-2004, spettò all'allora fornitore tecnico Asics la primogenitura di quest'idea, pur se l'azienda giapponese si limitò ad apporre, sul petto dei portieri, solamente una sottile strisciolina colorata, non paragonabile per impatto a quella sfoggiata dagli altri calciatori della squadra.
Il "vero" debutto avvenne l'anno seguente, quando il nuovo sponsor Kappa propose, per la prima volta nella storia del club, delle maglie che – fatto salvo l'inevitabile cambiamento del colore di sfondo – riproponevano l'esatto stile sia per portieri che giocatori di movimento, compresa quindi la canonica fascia. Da qui in avanti, tale schema sarà replicato in pianta quasi stabile per le stagioni successive; eccetto nell'annata 2012-2013 quanto (su spinta della stessa società doriana) venne realizzata una tenuta del tutto evocativa di quella degli anni 1970, in un grigio chiaro con bordature blu per colletto e polsini, e soprattutto priva di qualsivoglia fascia colorata. La stessa filosofia viene seguita nella stagione 2015-2016, quella dell'esordio di Joma come sponsor tecnico, che per i portieri doriani realizza una semplice muta nera dove, al centro del busto, svetta unicamente lo scudo genovese.

## Simboli ufficiali
Tra i principali simboli dell'identità sampdoriana c'è il volto di un tipico pescatore della città, stilizzato con barba, un caratteristico berretto, pipa e capelli al vento: tale figura è nota, in dialetto genovese, come il Baciccia – diminutivo di Giovanni Battista ("Gio Batta" nella parlata cittadina) –, e a Genova ha lo stesso valore di "Balilla", ovvero il nomignolo del patriota cittadino Giovan Battista Perasso che nel 1746, con il suo «Che l'inse?» («Devo cominciare?», letteralmente «Che [io] l'incominci?»), dette il via alla rivolta popolare contro le truppe occupanti dell'Impero asburgico; è inoltre chiamata Baciccia una delle storiche maschere del teatro genovese di marionette, rappresentante un gioviale popolano.

La croce di San Giorgio è l'unico simbolo del club ravvisabile nella seconda divisa degli anni 1970

Il volto del marinaio è riportato tramite una semplice silhouette di colore nero, e utilizzato dal club sia a sé stante che all'interno dello stemma societario. In quest'ultimo caso, l'elemento grafico si compone del Baciccia inserito all'interno di una sbarra blucerchiata; il tutto è racchiuso in uno scudo francese antico di colore bianco e bordato di nero. Da notare come la presenza della pipa ha dato adito, in tempi recenti, a controversie: nel 2009 il centro antitabacco dell'azienda sanitaria locale di Genova, tramite il suo direttore, chiese alla dirigenza doriana se fosse possibile rimuoverla, motivando ciò con, a suo dire, il cattivo esempio che dava alle giovani generazioni; l'allora presidente della Sampdoria, Riccardo Garrone, declinò la richiesta, rispondendo che l'oggetto era puramente ornativo, in quanto spento. Come accennato in precedenza, questo stemma non gode di un posizionamento fisso sopra le divise della squadra, potendo quindi essere cucito indistintamente sia sul petto che sulle maniche.
Nel 2016, il magazine inglese FourFourTwo ha posto lo stemma doriano al 4º posto tra i più belli del calcio mondiale.
L'altro simbolo indissolubilmente legato alla casacca sampdoriana è lo scudo di San Giorgio che campeggia proprio sopra al cuore, esaltato dalla fascia biancorossonera che ne fa da sfondo. Lo scudo bianco con croce rossa – che già faceva bella mostra di sé sulla maglia dell'Andrea Doria – è a sua volta presente nello stemma comunale di Genova, e fa tradizionalmente parte dell'araldica cittadina poiché mutuato dalle insegne della storica repubblica marinara. Soprattutto per quanto concerne le uniformi da trasferta, sovente tale simbolo è stato l'unico presente su di esse, asservendo da solo a stemma identitario della società ligure.

## Soprannomi
Come accennato anche nei paragrafi precedenti, la Sampdoria e i suoi giocatori hanno come soprannome principale quello di Blucerchiati, proprio in virtù della caratteristica fascia colorata che attraversa orizzontalmente la maglia blu della squadra ligure. Altri due storici appellativi sono la Samp e il Doria, nati come contrazione della denominazione sociale. Meno conosciuto è l'epiteto di Ciclisti in voga soprattutto nel secondo dopoguerra, agli albori del club – e usato soprattutto dalle tifoserie rivali, in primis quella del Genoa –, che rimandava alla somiglianza tra la casacca sampdoriana con quelle all'epoca usate nel mondo del ciclismo, anch'esse in gran parte disegnate con una fascia sul petto; a ciò si aggiunge il fatto che il Campionissimo Fausto Coppi, piemontese di nascita ma genovese d'adozione, aveva una spiccata simpatia calcistica per la formazione doriana.